# 2001年至2002年英格蘭足總盃
2001/02球季英格蘭足總盃（英語：FA Cup），是第121屆英格蘭足總盃，今屆賽事的冠軍是阿仙奴，他們在決賽以2:0擊敗車路士，奪得冠軍。
阿仙奴同時贏得聯賽，成為雙料冠軍。

## 外部連結
1. 英格蘭足總盃官網Archive-It的存檔，存档日期2012-04-24
2. 英格蘭足總盃 歷屆冠軍（页面存档备份，存于）